# 아이캔
아이캔(eyeCan)은 눈만 가지고 이용할 수 있는 입력장치이다. 전신마비로 눈동자만 움직일 수 있는 사람들이 자유롭게 글을 입력하고 인터넷을 서핑할 수 있도록 해주는 장애인용 안구마우스이다.
안구마우스 아이캔은 2011년 11월에 삼성전자 ‘창의개발연구소’의 1호 과제로 선정된 프로젝트로서, 5명의 임직원이 자발적으로 참여해 개발했다. 2012년 2월에 개발을 마친 아이캔은 누구나 제작할 수 있도록 제작 매뉴얼과 소프트웨어가 공개됐다. 필요한 사람은 누구나 공개된 매뉴얼과 소프트웨어를 통해 직접 제품을 만들거나 비상업적인 용도로 제품 수정 및 개선 작업도 할 수 있다.
삼성전자는 매뉴얼과 소프트웨어를 공개하는 한편 보건복지부 산하 한국장애인개발원과 함께 직접 대한민국내 보급 사업을 벌이기로 하였는데, 삼성전자와 한국장애인개발원은 2012년 3월 28일에 장애인용 안구마우스 ‘아이캔’(eyeCan)의 보급 사업을 위한 협약을 체결했다.